# Hylesia alinda
Hylesia alinda är en fjärilsart som beskrevs av Druce 1886. Hylesia alinda ingår i släktet Hylesia och familjen påfågelsspinnare. Inga underarter finns listade i Catalogue of Life.